# Bulbophyllum teres
Bulbophyllum teres là một loài phong lan thuộc chi Bulbophyllum.